# الانتحار في الصين
الإحصائيات حول الانتحار في الصين هي مثيرة للخلاف والجدل بعض الشيء حيث أن الدراسات المستقلة عادة ما تعطي توقعات وتقديرات تكون مخالفة بشكل كبير للإحصائيات الرسمية التي تزودها حكومة الدولة. بالاعتماد على قواعد بيانات جمعت في عام 1999، قدرت الحكومة المعدل الإجمالي للانتحار ب 13.9 من أصل 100,000 إنسان والذي هو أقل بكثير عن دول شرق آسيوية أخرى كاليابان (21.4) وكوريا الجنوبية (28.1).